# Okaharui-Kriegsdenkmal
Das Okaharui-Kriegerdenkmal (englisch Okaharui War Memorial) ist ein Kriegerdenkmal unweit von Okahandja in der Region Otjozondjupa in Namibia. Dieses ist seit dem 1. Mai 1978 ein Nationales Denkmal Namibias.
Das pyramidenförmige Denkmal ist vier Meter hoch und schließt eine Einfriedung von drei Metern im Norden und Süden über fünf Meter im Westen und 15 Meter im Osten ein. Es wurde 1913 zur Erinnerung an 32 gefallene deutsche Soldaten der Schutztruppe für Deutsch-Südwestafrika errichtet. Diese wurden am 3. April 1904 getötet, nachdem sie etwa drei Wochen vorher eine Niederlage im Gefecht von Ovikokorero erlitten (siehe auch Ovikokorero-Kriegerdenkmal) und die Flucht ergriffen hatten. Am Gefecht von Okaharui nahmen insgesamt 237 deutsche Soldaten teil, die gegen bis zu 1000 Herero kämpften, die schlussendlich in nordöstliche Richtung vertrieben wurden.